# Jupp Heynckes
Josef „Jupp” Heynckes (n. 9 mai 1945, Mönchengladbach, Germania) este un fost jucător și antrenor de fotbal german.
În calitate de jucător, a petrecut majoritatea carierei sale ca atacant pentru Borussia Mönchengladbach în epoca sa de aur din anii 1960 și 1970, unde a câștigat multe campionate naționale, DFB-Pokal, precum și Cupa UEFA. În această perioadă, echipa a jucat și în finala Cupei Europene în 1977, pierzând cu Liverpool. El este cel de-al treilea golgheter din istoria Bundesligii, cu 220 goluri. A fost membru al echipei naționale a Germaniei de Vest care a câștigat Campionatul European din 1972 și Campionatul Mondial din 1974.
În calitate de antrenor, Heynckes a câștigat trei titluri de Bundesliga cu Bayern München și două UEFA Champions League; cu Real Madrid în 1997-98 și Bayern în 2012-13.

## Statistici ca antrenor
| Echipa                   | Început          | Sfârșit            | Rezultate | Rezultate | Rezultate | Rezultate | Rezultate  | Rezultate |
| Echipa                   | Început          | Sfârșit            | MA        | V         | E         | Î         | Victorii % |           |
| ------------------------ | ---------------- | ------------------ | --------- | --------- | --------- | --------- | ---------- | --------- |
| Borussia Mönchengladbach | 1 iulie 1979     | 30 iunie 1987      | 343       | 169       | 77        | 97        | 49,27      |           |
| Bayern München           | 1 iulie 1987     | 8 octombrie 1991   | 198       | 113       | 46        | 39        | 57,07      |           |
| Athletic Bilbao          | 1 iulie 1992     | 30 iunie 1994      | 82        | 34        | 20        | 28        | 41,46      |           |
| Eintracht Frankfurt      | 1 iulie 1994     | 2 aprilie 1995     | 34        | 12        | 10        | 12        | 35,29      |           |
| Tenerife                 | 1 iulie 1995     | 26 iunie 1997      | 104       | 44        | 27        | 33        | 42,31      |           |
| Real Madrid              | 26 iunie 1997    | 28 mai 1998        | 53        | 26        | 15        | 12        | 49,06      |           |
| Benfica                  | 1 iulie 1999     | 20 septembrie 2000 | 48        | 27        | 8         | 13        | 56,25      |           |
| Athletic Bilbao          | 1 iulie 2001     | 17 iunie 2003      | 86        | 36        | 22        | 28        | 41,86      |           |
| Schalke 04               | 17 iunie 2003    | 15 septembrie 2004 | 57        | 28        | 14        | 15        | 49,12      |           |
| Borussia Mönchengladbach | 1 iulie 2006     | 31 ianuarie 2007   | 21        | 5         | 4         | 12        | 23,81      |           |
| Bayern München           | 28 April 2009    | 5 iunie 2009       | 5         | 4         | 1         | 0         | 80         |           |
| Bayer Leverkusen         | 5 iunie 2009     | 30 iunie 2011      | 84        | 44        | 26        | 14        | 52,38      |           |
| Bayern München           | 1 iulie 2011     | 26 iunie 2013      | 109       | 83        | 12        | 14        | 76,15      |           |
| Bayern München           | 9 octombrie 2017 | 30 iunie 2018      | 41        | 32        | 4         | 5         | 78,05      |           |
| Total                    | Total            | Total              | 1.265     | 657       | 286       | 322       | 51,94      |           |